# DAAU
DAAU (kurz für Die Anarchistische Abendunterhaltung) ist eine Musik-Gruppe aus Antwerpen, Belgien. Die Band wurde 1992 gegründet und entleiht sich ihren Namen von dem Roman Der Steppenwolf (1927) von Hermann Hesse.

## Bandgeschichte
Zur Zeit ihrer Gründung spielten bei DAAU Simon Lenski (Cello), Buni Lenski (Geige), Roel Van Camp (Akkordeon) und Han Stubbe (Klarinette). In DAAUs Geschichte sind aber viele Musiker dem Quartett kurzzeitig beigetreten: Adrian Lenski (Klavier), Janek Kobalski (Schlagzeug), Fré Madou (Kontrabass) und Geert Budts (Schlagzeug). Auf verschiedenen Alben arbeitete die Band auch mit Angélique Willkie (Gesang), An Pierlé (Gesang), Ya Kid K (Gesang, von der Band Technotronic) und David Bovée (Gitarre, von der Band Think of One) zusammen.
Im Jahr 1995 kam das nach der Band selbst benannte Debüt-Album beim Label Jack&Johnny heraus, welches auch das erste Material der belgischen Bands Zita Swoon (damals „A Beatband“) und dEUS veröffentlichte. Für dEUS spielte DAAU auch eine Version des Kult-Hits Suds & Soda ein.
Im Jahr 1996 nahm Sony Classical die Band unter Vertrag, veröffentlichte ihr Debüt nochmals sowie den Nachfolger We Need New Animals (1998). Das Album wurde in dem andalusischen Städtchen Rhonda aufgenommen. Im Folgenden begleitete DAAU die Band 16 Horsepower bei ihrer Europa-Tournee als Vorgruppe.
Da sich ihre Alben nicht gut verkauften oder Sony mit dem experimentellen Ansatz des Albums nicht zufrieden war, wechselte die Band zu Columbia Records, wo auch ihr drittes Album Life Transmission (2001) veröffentlicht wurde, bis der Vertrag für die Gruppe Ende des Jahres gekündigt wurde. Obwohl die Verkäufe wieder einmal unter den Erwartungen blieben, hatte die Gruppe einige kleinere Radio-Hits, tourte durch die Benelux-Staaten und spielte vor einem Massenpublikum beim Rock-Werchter- und Pukkelpop-Festival.
Im Jahr 2002 gründete die Band ihre eigene Plattenfirma namens Radical Duke und veröffentlichte eine EP mit Musik für das Tanz-Theaterstück Richard of York Gave Battle in Vain, auch Colors genannt. Später wurde eine Zusammenstellung mit Outtakes und alternativen Versionen unter dem Namen Ghost Tracks veröffentlicht.
Zwei Jahre später kehrte die Band zu ihren akustischen Wurzeln zurück und veröffentlichte ihre vierte Platte Tub Gurnard Goodness, welche eine Coverversion von Radioheads 2+2=5 beinhaltet. Auf Tournee ging DAAU als Sextett. Tub Gurnard Goodness wurde in Europa veröffentlicht. Die Gruppe spielte viele Konzerte in Deutschland, Tschechien und in Frankreich zusammen mit Ez3kiel. In Ungarn waren sie auf dem Sziget-, in Dänemark auf dem Roskilde-Festival.
Im Jahre 2006 veröffentlichte die Band ihr erstes Album als Sextett, Domestic Wildlife. Kurz danach entschied sich Bassist Fré Madou die Band zu verlassen.
Nach vier Jahren ohne weiteres Album veröffentlichten sie 2010 das Album The Shephard's Dream, an dem das Gründungsmitglied Buni Lenski (Geige) nicht mehr beteiligt war. Neu hinzugekommen war hingegen der Bassist Hannes d'Hoine.

## Stil und Einflüsse
Die Musik von DAAU entzieht sich einer Zuordnung zu einem bestimmten Stil. Dennoch können einige Einflüsse ausgemacht werden. Aufgrund seiner Besetzung erinnert der Klang der Gruppe an Klezmer, Tango, Klassik oder auch Salonmusik. Zwar werden immer wieder Anleihen an diese Musikstile gemacht, jedoch beschränken sich die musikalischen Elemente nicht darauf. Zudem werden die Instrumente immer wieder durch elektrische Effekte wie Distortion verfremdet oder durch programmierte Klänge erweitert (besonders stark beispielsweise im Lied Nowhere Beach).
Weitere wichtige auszumachende Einflüsse kommen auch aus dem Rock, der sich häufig in der ostinaten Behandlung des Cellos niederschlägt (ähnlich derjenigen von Apocalyptica). Des Weiteren finden sich Jazzelemente in den Improvisationsteilen einiger Stücke wieder, die teilweise aber die klassische Form der Improvisation verlassen und mit Geräuschanteilen und mikrotonalen Elementen arbeiten. Eine besondere Rolle spielt die Improvisation auf dem Album The Shepheard's Dream insofern, als die Musik des Albums aus Jamsessions hervorgegangen ist, die aufgenommen und transkribiert wurden.
Daneben sind auch Elemente aus Folk, Funk, Dub und Reggae zu hören. Letzterer dominiert in den Liedern, bei denen DAAU mit der Sängerin Angélique Wilkie zusammengearbeitet hat.

## Diskografie
- Die Anarchistische Abendunterhaltung (1995)
- We Need New Animals (1997)
- Life Transmission (2001)
- Richard of York Gave Battle in Vain (2002)
- Ghost Tracks (2004)
- Tub Gurnard Goodness (2004)
- Domestic Wildlife (2006)
- The Shepeard’s Dream (2010)
- Eight Definitions (2013)
- Hineininterpretierung (2017)

## Nebenprojekte
- Simon Lenski + Bo Wiget
- Bear Guts Quartet
- Donkey Diesel
- Kiss My Jazz